# Po Tisuntiraidapuran
Po Tisuntiraidapuran (?-1793) ou  en vietnamien Nguyễn Văn Tá (阮文佐), est le souverain du Champā de la dernière dynastie de Panduranga. Il règne de 1780 à 1793.

## Contexte
Bien qu'issu lui aussi de lignée fondée par Po Saktiraydapatih, Po Tisuntiraidapuran n'est pas directement apparenté à la famille de son prédécesseur. il reçoit le pouvoir du Seigneur Nguyễn en l'« Année du Rat  » (1780-81). Mais il s'enfuit dès l'année suivante 1781-82 (Année du Buffle), car le Champā se trouve impliqué dans la guerre civile entre les Nguyễn et les Tây Sơn.
En 1782-83 (Année du Tigre) lors de l'invasion  de la Province de Bình Thuận par les Tây Sơn il se soumet à Nguyễn Nhạc l'un des trois frères. les  Chroniques de Panduranga font état d'une interrègne de deux ans 1781-82 à 1783-84 avant que le roi Tay Son n'investisse de nouveau Po Tisuntiraidapuran . Il règne 8 années avant d'être déchu déporté au Đồng Nai et exécuté  en 1793 par le Seigneur Nguyễn Phúc Ánh qui avait entre-temps défait les usurpateurs en (1793/94 et 1794/95)